# Syndic de copropriété
Cet article concerne le droit immobilier. Pour l'histoire de l'administration publique, voir syndic.
Ne doit pas être confondu avec Syndicat de copropriété.
Le syndic de copropriété est une personne physique ou morale chargée de la représentation du syndicat de copropriété et de l'administration des parties communes d'une copropriété.

## En France
Le syndicat de copropriété est constitué par l'ensemble des copropriétaires d'un immeuble. Le syndicat a la personnalité civile. Le syndic de copropriété est le mandataire du syndicat. Le conseil syndical, s’il existe, contrôle la gestion du syndic, peut rendre des avis et recevoir un mandat de l’assemblée générale.
Les réunions des copropriétaires sont aussi nommées réunions du conseil syndical ou assemblées générales (AG). Il y a deux types d'AG : l'assemblée générale ordinaire (AGO) annuelle obligatoire, et ponctuellement les assemblée générale extraordinaire (AGE) en cas de nécessité.
Le syndic de copropriété est élu pour une durée déterminée, plafonnée à trois ans, renouvelable indéfiniment, par l'assemblée générale des copropriétaires, soit parmi les titulaires de la carte professionnelle de "gestion immobilière" (syndic de copropriété professionnel), soit parmi les copropriétaires (syndic de copropriété non professionnel). L'assemblée générale des copropriétaires doit approuver un contrat de mandat notifié dans la convocation de l'assemblée générale.
Le terme vient de Syndic.

### Histoire

#### Avant la loi du 10 juillet 1965: gestion informelle
Avant les premières lois spécifiques sur la copropriété, les immeubles étaient gérés principalement par des arrangements entre propriétaires, souvent basés sur des accords locaux ou des règles issues du droit commun. Quelques articles du Code civil de   1804 (notamment l'article 664) abordaient les droits et devoirs des copropriétaires, mais sans véritable cadre pour la gestion collective.

#### Loi du 10 juillet 1965: le véritable cadre moderne
La Loi du 10 juillet 1965 définit le rôle, les missions et les obligations du syndic de copropriété. Elle établit une distinction entre syndic professionnel et syndic bénévole. Elle fixe les règles de convocation et de tenue des assemblées générales et impose la définition d’un règlement de copropriété.

#### Renforcement du cadre législatif dans les années 2000
La Loi SRU du 13 décembre 2000 rend obligatoire pour le syndic la fourniture d'un carnet d'entretien de l'immeuble et renforce la transparence financière et les obligations comptables.

#### Loi Alur du 24 mars 2014
La Loi Alur du 24 mars 2014 a créé le registre national des copropriétés, fait mettre en place d’un contrat-type pour les syndics et a obligé les syndics à proposer un accès en ligne aux documents de la copropriété.

#### Loi Climat et Résilience en 2021
La Loi Climat et Résilience impose la proposition de travaux pour lutter contre les passoires thermiques et renforce la responsabilité des syndics dans la gestion des immeubles anciens.

### Dispositions applicables en France
En France, le syndic de copropriété est une personne physique ou morale, représentant légal élu d'un syndicat de copropriété, chargée de la représentation du syndicat des copropriétaires et de l'administration des parties communes d'une copropriété. Cette profession est réglementée, mais les tarifs pratiqués sont libres, d'où une grande variabilité de prix souvent dénoncée par les associations de consommateurs, telles que la Consommation Logement Cadre de vie (CLCV),.
En France, l'Association des responsables de copropriétés (ARC) estime le pourcentage de syndics de copropriété professionnels à environ 95 % en 2005.
Au 30 septembre 2020, selon les données du registre d'immatriculation obligatoire des syndicats de copropriétaires, on compte 302 945 ayant un syndic professionnel et 30 250 ayant un syndic non professionnel sur un total de 440 387 syndicats de copropriétaires immatriculés, en sachant que le nombre de syndicats de copropriétaires est évalué à environ 687 000 en France. Cela implique donc une proportion de 44 % des syndicats de copropriétaires ayant un syndic professionnel et 4,4 % de syndicats ayant un syndic non professionnel.
D'après une étude réalisée par le Conseil supérieur de l'audiovisuel en matière de localisation géographique, près d'un copropriétaire sur deux habite dans une agglomération de plus de 100 000 hab.[réf. nécessaire]. En 2013, l'Île-de-France accueille près de 4 copropriétaires sur 10[réf. nécessaire].

#### Le syndic de copropriété professionnel
En France, pour exercer les missions de syndic professionnel de copropriété, il faut être titulaire d'une carte professionnelle qui doit être renouvelée tous les trois ans auprès de la préfecture.
Les quatre conditions d'obtention de la carte professionnelle, dite « carte s », sont établies par la loi Loi réglementant les conditions d'exercice des activités relatives à certaines opérations portant sur les immeubles et les fonds de commerce, dite Loi Hoguet, du 2 janvier 1970 :
- Avoir un casier judiciaire vierge. Pour les personnes morales, le casier en question est celui des dirigeants.
- Justifier de diplômes ou d'expérience professionnelle définis par le décret du 20 juillet 1972.
- Prouver que l'on garantit les fonds détenus au nom des mandants soit par un organisme de caution mutuelle, soit par une banque
- Être assuré en responsabilité civile professionnelle.

La mission du syndic est définie par l'article 18 de la loi du 10 juillet 1965, qui précise qu'il doit assurer la conservation de l'immeuble, l'application des décisions de l'assemblée générale, l'établissement d'un budget.
Le syndic a des compétences propres, sans mandat spécifique de l'assemblée générale : recouvrer les charges et agir en justice pour ce recouvrement, embaucher et révoquer le personnel de l'immeuble le cas échéant. Par exception, s’agissant du recouvrement des charges, la vente sur adjudication d'un lot requiert une décision spécifique de l'assemblée générale qui doit fixer le montant de la mise à prix.
L'exercice du métier de syndic exige des compétences juridiques, techniques, comptables et des qualités de patience, d'écoute, d'organisation, d'autorité, ainsi que d'honnêteté, nécessaires à la médiation des intérêts multiples, divergents, voire de fréquents conflits d'intérêts, au sein des copropriétés.
Depuis 2008, il existe des syndics de copropriété en ligne qui concurrencent les agences classiques. Ils sont en général moins chers et répondent à tous les critères de la Loi Hoguet du 2 janvier 1970[réf. nécessaire].
Le 24 novembre 2018, la Loi portant évolution du logement, de l'aménagement et du numérique (loi ÉLAN) est votée et autorise les AG des copropriétés à se tenir à distance,.
Le 30 octobre 2019, l'ordonnance n° 2019-1101 prise à la suite de la loi ELAN permet aux syndics de vendre des prestations aux syndicats de copropriétaires qu'ils gèrent, même si cette prestation n'entre pas dans le cadre de leur mandat de gestion. En clair, un syndic professionnel peut vendre des services à la résidence qu'il gère alors même qu'en tant que syndic, il est censé avoir un devoir de conseil sur la pertinence, la qualité et le suivi des dits services rendus à la résidence. En bref, il devient le surveillant de lui-même… 
Cette possibilité est défendue avec enthousiasme par les professionnels de l'immobilier qui veulent ainsi augmenter leurs revenus. 

Les associations de consommateurs sont d'autant moins enthousiastes que cette évolution leur est imposée autoritairement sans aucun débat au parlement alors qu'il s'agit d'une évolution très clivante. Au-delà du mélange des genres ainsi autorisé, une telle évolution augmente les risques de tensions entre copropriétaires et syndics professionnels. Non seulement des prestations vendues par le syndic en dehors de son contrat de gestion peuvent être inopportunes et trop coûteuses mais en plus, si elles déçoivent, elles risquent d'inciter les copropriétaires mécontents à se débarrasser du syndic même s'il n'a pas failli dans sa gestion proprement dite.

#### Le syndic de copropriété non professionnel
La loi du 10 juillet 1965 permet la gestion d'une copropriété par un syndic non professionnel, dit également "syndic bénévole", choisi en AG parmi les copropriétaires.
La copropriété peut également être gérée sous la forme coopérative en application de l'article 17-1 de la loi du 10 juillet 1965 : le syndic est le président du conseil syndical.

Le syndic bénévole ou coopératif est responsable juridiquement devant le syndicat de copropriété. Il peut se faire assister dans sa mission, tout en respectant l'article 18 de la loi de 1965 listant les obligations du syndic.

#### Changer de syndic de copropriété
La loi française permet aux copropriétaires de changer de syndic de copropriété. Néanmoins, plusieurs conditions limitent ce droit.
- Le syndic de copropriété est nommé pour une durée maximale de trois années de date à date. La durée de son contrat est mentionnée dans son contrat.
- Il ne peut pas être démis sauf si :
  - les copropriétaires décident de s'organiser en syndicat coopératif de copropriété : l'organe décisionnaire est le conseil syndical, qui aura élu parmi ses membres le syndic de la copropriété, lequel prenant - de fait - la fonction de président du conseil syndical ;
  - les copropriétaires décident de confier la gestion de la copropriété à l'un d'entre eux qui deviendra syndic non professionnel de la copropriété (souvent appelé "syndic bénévole", ce qui est un non-sens puisqu'il peut percevoir une rémunération compensatoire pour cette fonction) ;
  - les copropriétaires font la demande par lettre recommandée avec accusé de réception que soit inscrit à l'ordre du jour de l'assemblée générale ordinaire le changement de syndic en précisant celui qui prendra la relève (c'est alors une simple non-reconduite de contrat).

## Dispositifs similaires à l’international

### Belgique
En Belgique, le syndic est une personne physique ou morale, représentant élu de l’association des copropriétaires. Il est chargé d'exécuter les décisions de l'assemblée générale des copropriétaires.  
La profession de syndic est protégée en application l'article 4, 1°, de l'arrêté royal du 6 septembre 1993 protégeant le titre professionnel et l'exercice de la profession d'agent immobilier. En d'autres termes, le syndic professionnel doit être agent immobilier agréé par l'Institut professionnel des agents immobiliers (IPI) crée avec le statut d'Organisme d'intérêt public (O.I.P.), plus rarement avocat ou comptable mais un copropriétaire peut être syndic non professionnel de sa copropriété. 
Depuis le 1er avril 2017, chaque association de copropriétaires doit faire inscrire les données de son syndic à la Banque-Carrefour des Entreprises (BCE). Il s’agit d’une inscription relative à sa fonction de syndic. Cette inscription existe indépendamment de l’obligation du syndic de faire inscrire son entreprise à la Banque-Carrefour des Entreprises. 
On peut donc connaitre le nom du syndic en fonction dans une copropriété belge en consultant le registre public des entreprises sur BCE Public Search.

La société Syndi calcule en temps réel combien de copropriétés ont déclaré son syndic à la Banque-Carrefour des Entreprises, 60% à ce jour en 2023.

### Québec
La notion de syndic de copropriété n'existe pas au Québec: l'équivalent au Quebéc du syndic de copropriété en France est le conseil d’administration. Au Québec, le syndicat de copropriétaire délègue la gestion du syndicat à un gestionnaire professionnel qui ne bénéficie pas de pouvoir légal: il agit sous la responsabilité des administrateurs du syndicat.
Bien que le régime de la copropriété québécoise s'inspire fortement de la loi (française) de 1965, des différences majeures persistent :
1. Concernant la gestion de copropriété : Un gérant de copropriété est choisi, comme pour tout autre prestataire de service, par le conseil d'administration. Les copropriétaires sont seulement consultés sur le budget annuel, et donc le budget relatif au contrat du gérant, comme pour tout contrat.
2. On utilise aussi l'expression « fraction de copropriété » pour désigner le lot de copropriété.
3. Les tantièmes de copropriétés comme en France et en Belgique sont, au Québec, plutôt des valeurs relatives des fractions ; une fraction comprend ainsi une partie privative et une quote-part des parties communes.
4. Enfin, la loi française de 1965 ignore la notion de fonds de prévoyance en usage en Amérique du Nord et spécialement au Québec ainsi que dans toutes les provinces canadiennes où cette condition est d'ordre public.

### Filmographie
- Syndic, priez pour nous, film documentaire d'Emmanuel Laborie, CNC, Paris, 2008, 53 min (DVD), La Huit Production